# Hakelia laticauda
Hakelia laticauda è un pesce osseo estinto, appartenente ai mictofiformi. Visse nel Cretaceo superiore (Cenomaniano, circa 95 milioni di anni fa) e i suoi resti fossili sono stati ritrovati in Libano.

## Descrizione
Questo pesce era di piccole dimensioni e non superava i 10 centimetri di lunghezza. Era dotato di un corpo snello e allungato, terminante in una grossa testa lunga e dal muso appuntito. Le fauci erano ampie e rivolte all'insù. La pinna dorsale era piccola, posta all'incirca a metà del corpo. La pinna caudale era insolitamente grande, e profondamente biforcuta.

## Classificazione
Hakelia è un rappresentante dei mictofiformi, un gruppo di pesci teleostei attualmente rappresentati da alcune specie abissali. In particolare, Hakelia è stato ascritto alla famiglia Myctophidae. 
Il genere Hakelia venne istituito da Arthur Smith Woodward nel 1942, sulla base di resti fossili ritrovati a Haqel, in Libano, in terreni risalenti al Cenomaniano, e precedentemente descritti da Pictet nel 1950 con il nome di Clupea laticauda.